# Marzia Piazza
Marzia Rita Gisela Piazza Suprani (Caracas, 21 de mayo de 1951) es una reina de belleza y modelo italiana-venezolana. Fue coronada Miss Venezuela en octubre de 1969, luego de la renuncia de María José Yellici al Miss Venezuela 1969, pues fue la primera finalista del certamen. 

## Miss Venezuela 1969
Al momento de su coronación Marzia tenía 18 años y medía 1,70 m de estatura. Además representó al Departamento Vargas, dándole así la segunda corona a éste en el certamen. Junto con Judith Castillo, Miss Venezuela 1976 Marzia se convirtió en la primera finalista del concurso en ser coronada por la reina titular.

## Participación en concursos internacionales
Además de participar en el Miss Mundo 1969, que se realizó en Londres el 27 de noviembre de 1969 y donde quedó de cuarta finalista, Marzia participó en el Miss International en 1970, donde no figuró entre las finalistas de este concurso.